# Danny Mummert
Danny Mummert (* 20. Februar 1934 in Dallas, Texas, USA; † 10. August 1974 in Kingfisher, Oklahoma, USA) war ein US-amerikanischer Schauspieler.

## Leben und Werk
Bereits im Alter von drei Jahren kam Danny Mummert nach Hollywood, wo seine Mutter ihn beim Film unterbringen wollte. Er bekam einen Vertrag bei Columbia, die ihn in der Filmreihe Blondie unterbrachte. Dort spielte er in 24 der 28 Folgen zwischen 1938 und 1950 Alvin Fuddle, den Nachbarsjungen der Familie Bumstead. In dieser Zeit spielte er auch in anderen Filmen mit, wie in The Stork Pays Off, Meine Schwester Ellen, Ist das Leben nicht schön? oder Fremde Stadt. Große Rollen hatte er allerdings nie. Edward Bernds, der Regisseur einiger der späten Blondie-Filme, meinte, man könne gut mit ihm zusammenarbeiten, da er immer seinen Text kannte und auch sonst hart arbeitete.
Nach dem Ende der Blondie-Filme setzte er zunächst seine Karriere fort, wie zum Beispiel in Filmen wie Der unsichtbare Schütze, Das Mädchen Frankie oder Der Rächer von Montana. Auch in ein paar Fernsehserien bekam er kleine Rollen. Wie er später Edward Bernds erzählte, bekam er aber immer weniger Rollen und gab schließlich die Schauspielerei auf.
Im Alter von 40 Jahren beging Danny Mummert 1974 Selbstmord. Mehreren Webseiten zufolge war er viermal verheiratet und hatte Kinder. Alle vier Ehen führten zur Scheidung, wobei sein Selbstmord der Scheidung der letzten Ehe zuvorkam.

## Filmografie (Auswahl)
- 1938: Blondie
- 1939: Blondie Meets the Boss
- 1939: Blondie Takes a Vacation
- 1939: Blondie Brings Up Baby
- 1940: Blondie on a Budget
- 1940: Blondie Has Servant Trouble
- 1940: Blondie Plays Cupid
- 1941: Life with Henry
- 1941: Blondie Goes Latin
- 1941: Blondie in Society
- 1941: Thunder Over the Prairie
- 1941: The Stork Pays Off
- 1942: Blondie Goes to College
- 1942: Blondie’s Blessed Event
- 1942: Meet the Stewarts
- 1942: Blondie for Victory
- 1942: Meine Schwester Ellen (My Sister Eileen)
- 1942: Daring Young Man
- 1943: It’s a Great Life
- 1943: Good Luck, Mr. Yates
- 1943: Footlight Glamour
- 1944: Beautiful But Broke
- 1945: Leave It to Blondie
- 1945: Senorita from the West
- 1946: Blondie Knows Best
- 1946: Ist das Leben nicht schön? (It’s a Wonderful Life)
- 1947: Blondie’s Big Moment
- 1947: Fremde Stadt (Magic Town)
- 1947: Blondie in the Dough
- 1948: Blondie’s Reward
- 1948: Blondie’s Secret
- 1949: Blondie’s Big Deal
- 1949: Blondie Hits the Jackpot
- 1950: Blondie’s Hero
- 1950: Beware of Blondie
- 1950: Wilde Jahre in Lawrenceville (The Happy Years)
- 1952: Der unsichtbare Schütze (The Sniper)
- 1952: Das Mädchen Frankie (The Member of the Wedding)
- 1953: Cruisin’ Down the River
- 1954: Der Rächer von Montana (Bitter Creek)
- 1954: The Bamboo Prison
- 1956: Klar Schiff zum Gefecht (Away All Boats)
- 1959: Peter Gunn (Fernsehserie, Folge 2x06)
- 1959: Die Ratten von Detroit (The Purple Gang)
- 1960: Die Saat bricht auf (Let No Man Write My Epitaph)